# Clasificación de los jóvenes en la Vuelta a España
La clasificación de los jóvenes en la Vuelta a España, creada en 2017, forma parte de las clasificaciones secundarias de la Vuelta a España. Esta clasificación recompensa al ciclista menor de 26 años mejor situado en la clasificación general. Durante la carrera, el líder de esta clasificación llevará un maillot blanco.

## Historia
Esta clasificación fue creada en 2017, pero sin que un maillot distintivo fuera atribuido. Desde la edición de 2019, el líder de la clasificación llevará el maillot blanco, que antes iba asociado a la clasificación de la combinada, desapareciendo esta categoría.

## Palmarés
| Año  | Nombre             | Equipo                      | Otros maillots | Clasificación general |
| ---- | ------------------ | --------------------------- | -------------- | --------------------- |
| 2017 | Miguel Ángel López | Astana                      | -              | 8.º                   |
| 2018 | Enric Mas          | Quick-Step Floors           | -              | 2.º                   |
| 2019 | Tadej Pogačar      | UAE Emirates                | -              | 3.º                   |
| 2020 | Enric Mas          | Movistar                    | -              | 5.º                   |
| 2021 | Gino Mäder         | Team Bahrain Victorious     | -              | 5.º                   |
| 2022 | Remco Evenepoel    | Quick-Step Alpha Vinyl Team | General        | 1.º                   |
| 2023 | Juan Ayuso         | UAE Team Emirates           | -              | 4.º                   |
| 2024 | Mattias Skjelmose  | Lidl-Trek                   | -              | 5.º                   |

## Estadísticas

### Ciclistas con más victorias
| Ciclista  | Victorias | Años        |
| --------- | --------- | ----------- |
| Enric Mas | 2         | 2018 y 2020 |

### Palmarés por país
| País      | Victorias | Último vencedor            |
| --------- | --------- | -------------------------- |
| España    | 3         | Juan Ayuso en 2023         |
| Colombia  | 1         | Miguel Ángel López en 2017 |
| Eslovenia | 1         | Tadej Pogačar en 2019      |
| Suiza     | 1         | Gino Mäder en 2021         |
| Bélgica   | 1         | Remco Evenepoel en 2022    |
| Dinamarca | 1         | Mattias Skjelmose en 2024  |